# 2013年中華民國鄉鎮市長補選
2013年中華民國共有2次鄉鎮市長補選，依投票日先後次序排列，包括：
- 1月12日：橫山鄉鄉長補選
- 2月2日：竹南鎮鎮長補選

## 橫山鄉鄉長補選
本選舉是由於新竹縣橫山鄉鄉長溫文結於2012年10月31日被判刑、解除鄉長職務而舉行。本選舉於2013年1月12日投票，結果由前鄉長古榮耀當選。

古榮耀的當選沿續了橫山鄉長久以來的「兩人輪流當選鄉長」的特殊現象：自1994年到2014年，古榮耀與溫文結輪流擔任橫山鄉長，兩人各自不連續地擔任了約10年(兩屆半)的鄉長。

### 候選人簡介
三位候選人皆為國民黨籍：
- 甘必沐：1941年生，候選人中最年長[3]，曾擔任五屆鄉民代表，不少年輕人很認同他做人處事的理念。[6]
- 古榮耀：1952年生[3]，前鄉長，共擔任過兩屆鄉長、一任縣議員，父親古義汶曾任兩屆鄉長及兩屆縣議員。選前獲民進黨公開表態支持。[7][4]
- 李麗英：1961年生，曾任鄉民代表[8]，候選人中唯一的女性[3]，是橫山鄉有史以來第一個女性鄉長參選人，其公公是前鄉長張阿旺，耳濡目染加上參與婦女社團，對服務鄉親有相當的熱忱和經驗。[6]

### 選舉結果
- 總選舉人數：11,301
- 總票數（投票率）：6,212（54.97%）
- 有效票（比率）：6,134（98.74%）
- 無效票（比率）：78（1.26%）

| 號次 | 候選人 | 政黨       | 得票數 | 得票率 | 當選標記 |
| ---- | ------ | ---------- | ------ | ------ | -------- |
| 1    | 甘必沐 | 中國國民黨 | 2,342  | 38.18% |          |
| 2    | 古榮耀 | 中國國民黨 | 3,395  | 55.35% |          |
| 3    | 李麗英 | 中國國民黨 | 397    | 6.47%  |          |

## 竹南鎮鎮長補選
本選舉是由於苗栗縣竹南鎮補選鎮長康世儒於2012年11月13日因「連選連任」資格認定問題，被判決當選無效而舉行。與彰化縣花壇鄉類似，這是罕見的「同一鄉鎮市於同一屆鄉鎮市長任內所舉行的第二次補選」，又因時近選舉日更換代理鎮長之故，形成「一屆鎮長，兩次補選，三度代理」的台灣地方自治史的特殊現象。本選舉於2013年2月2日投票，結果由前鎮長康世儒胞弟康世明當選。

### 候選人簡介
- 康世明：1969年生，男性[17]，前鎮長康世儒胞弟，畢業於國立中興大學機械系，從事教職十七年，擔任竹南鎮君毅高中學務主任六年。[18]
- 李震華：1961年生，男性[17]，民進黨籍，出身雲林斗六眷村，大學先後就讀台灣大學政治系與法律系，並繼續就讀輔仁大學法律研究所。在竹南執業律師二十多年。岳父是竹南國小前校長蕭清安。[19]
- 陳碧華：1954年生，女性[17]，國民黨籍，曾任竹南鎮群林幼稚園園長[20]、竹南婦女防火宣導隊分隊長、竹南鎮婦女會理事等職，亦擔任過兩屆竹南鎮民代表，時任苗栗縣議員。[21]

### 選舉結果
- 總選舉人數：60,108
- 總票數（投票率）：25,990（43.24%）
- 有效票（比率）：25,793（99.24%）
- 無效票（比率）：196（0.75%）
- 已領未投票數（比率）：1（0.004%）

| 號次 | 候選人 | 政黨       | 得票數 | 得票率 | 當選標記 |
| ---- | ------ | ---------- | ------ | ------ | -------- |
| 1    | 康世明 | 無黨籍     | 12,258 | 47.52% |          |
| 2    | 李震華 | 民主進步黨 | 4,110  | 15.93% |          |
| 3    | 陳碧華 | 中國國民黨 | 9,425  | 36.54% |          |